# Reifendrehen

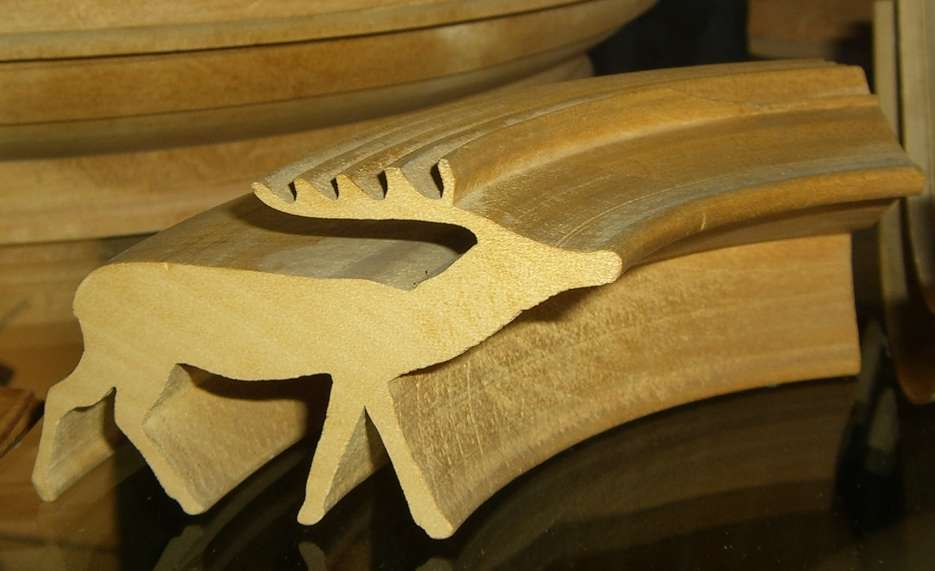
Ein gedrehter Reifen in Hirschform

Das Reifendrehen ist eine handwerkliche Fertigkeit, die im Erzgebirge in der Nähe von Seiffen entwickelt wurde und auch heute dort noch gepflegt wird. Das Ergebnis sind kleine Tiere, andere Figuren oder auch Nachbildungen von Häusern aus Holz, die als Spielzeug oder zum Ausschmücken von Weihnachtspyramiden oder -krippen verwendet werden. Reifentiere und -figuren sind ein fester Bestandteil der Erzgebirgischen Volkskunst.

## Fertigung

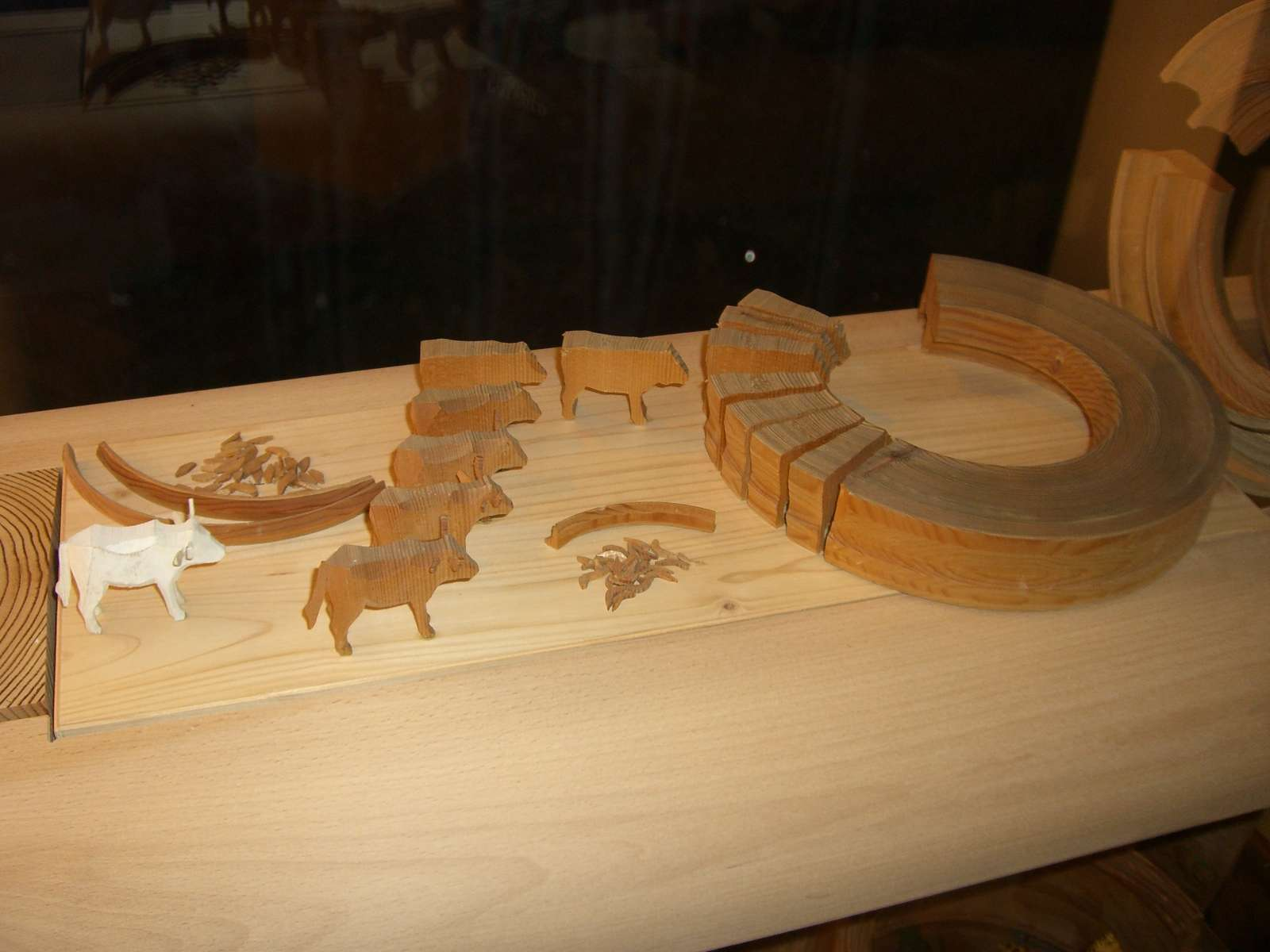
Fertigungsschritte

Beim Reifendrehen wird ein geeignetes, möglichst rissfreies Holzstück auf einer besonderen Holzdrehbank so bearbeitet, dass ein Holzring mit einem Durchmesser von etwa 30 bis 50 Zentimetern entsteht, der im Querschnitt die Kontur der gewünschten Figur besitzt. Anschließend werden von dem Ring kleine Segmente abgespalten. Diese werden als Rohlinge verwendet und durch Schnitzen sowie Bemalen zu den fertigen Figuren weiterbearbeitet.

## Geschichte
Die Technik des Reifendrehens, die sehr viel Erfahrung und Geschicklichkeit erfordert, entstand mit dem Niedergang des Zinnbergbaus um etwa 1800 unter Nutzung der vorhandenen Wasserkraft. Sie ermöglichte im 19. Jahrhundert eine rationelle Massenproduktion von Holzfiguren, da sie schneller und damit auch billiger als das rein manuelle Schnitzen war. In der Gegenwart ist ein Teil der Ausstellung des Erzgebirgischen Spielzeugmuseums Seiffen dem Reifendreher-Handwerk gewidmet, darüber hinaus existieren in der Region um Seiffen einige Schauwerkstätten.

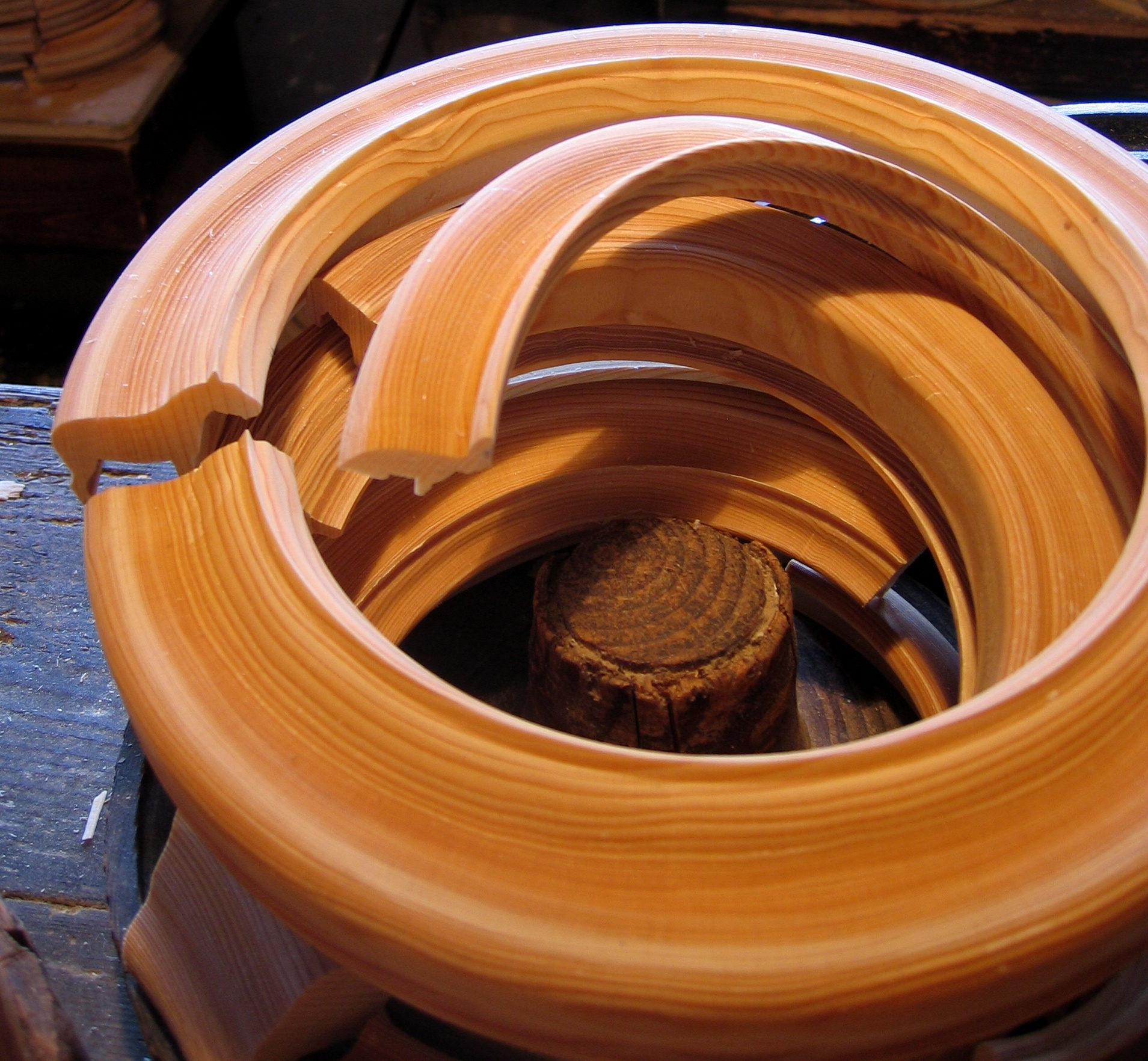
Die Entstehung der Reifentiere im Erzgebirgischen Freilichtmuseum, Juli 2009
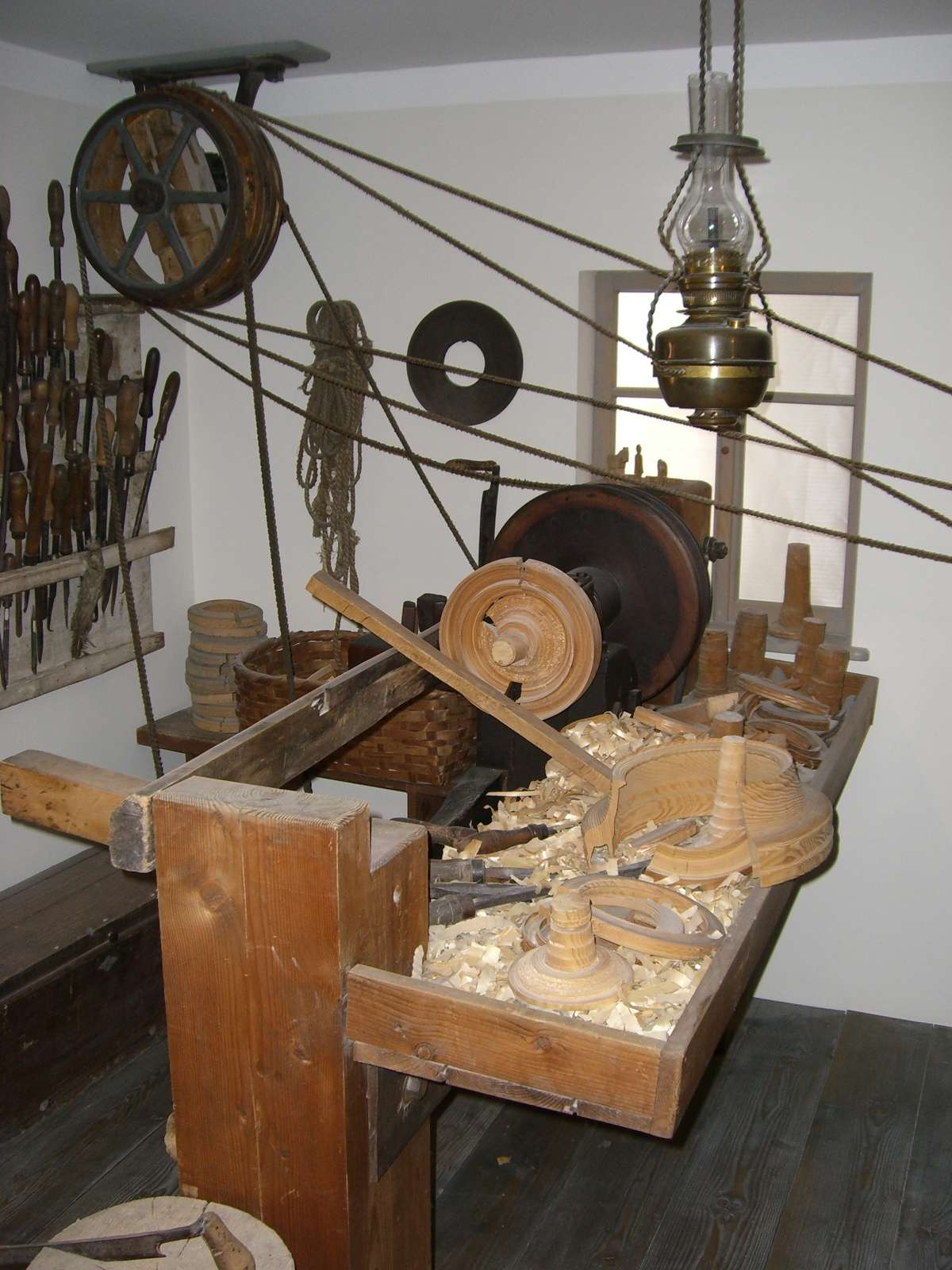
Reifendrehwerkstatt
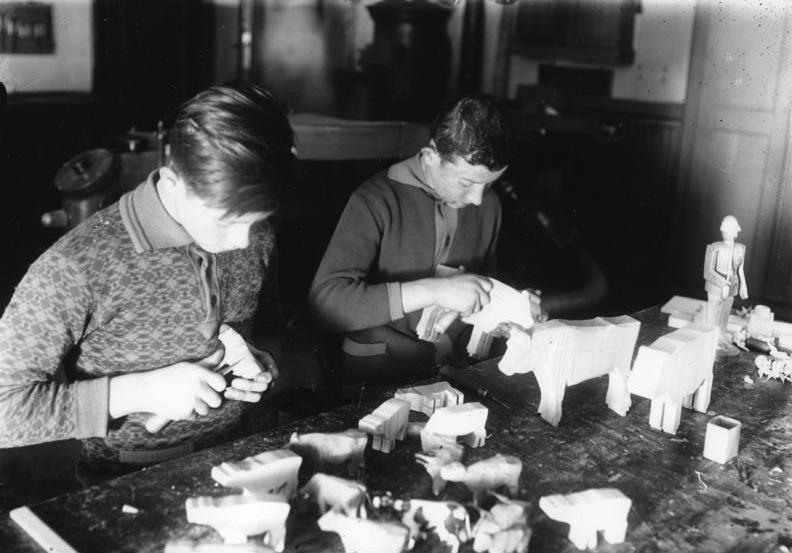
Bearbeitung von Reifentieren (Seiffen, 1929)
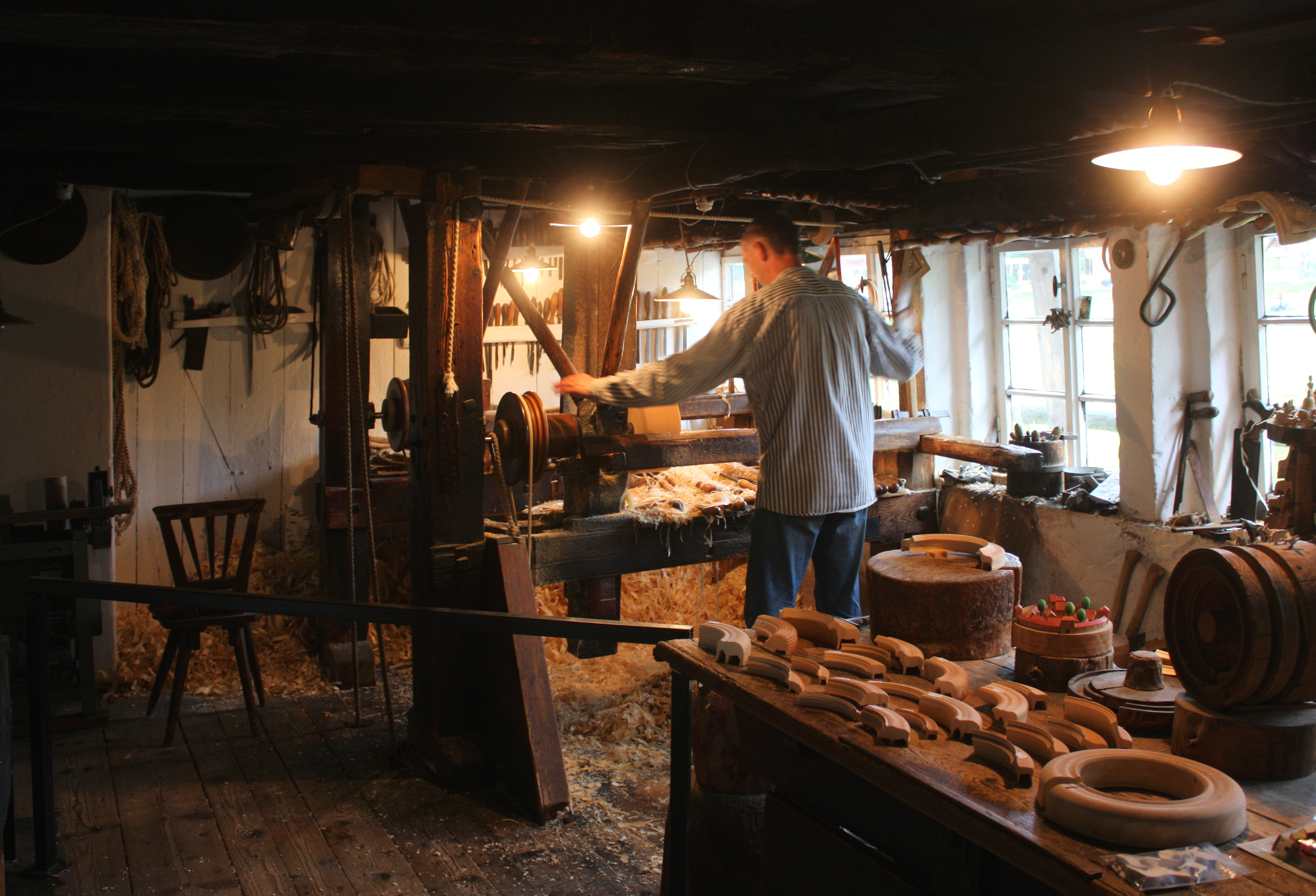
Reifendrehen im Freilichtmuseum in Seiffen